# Amtsgericht Königs Wusterhausen

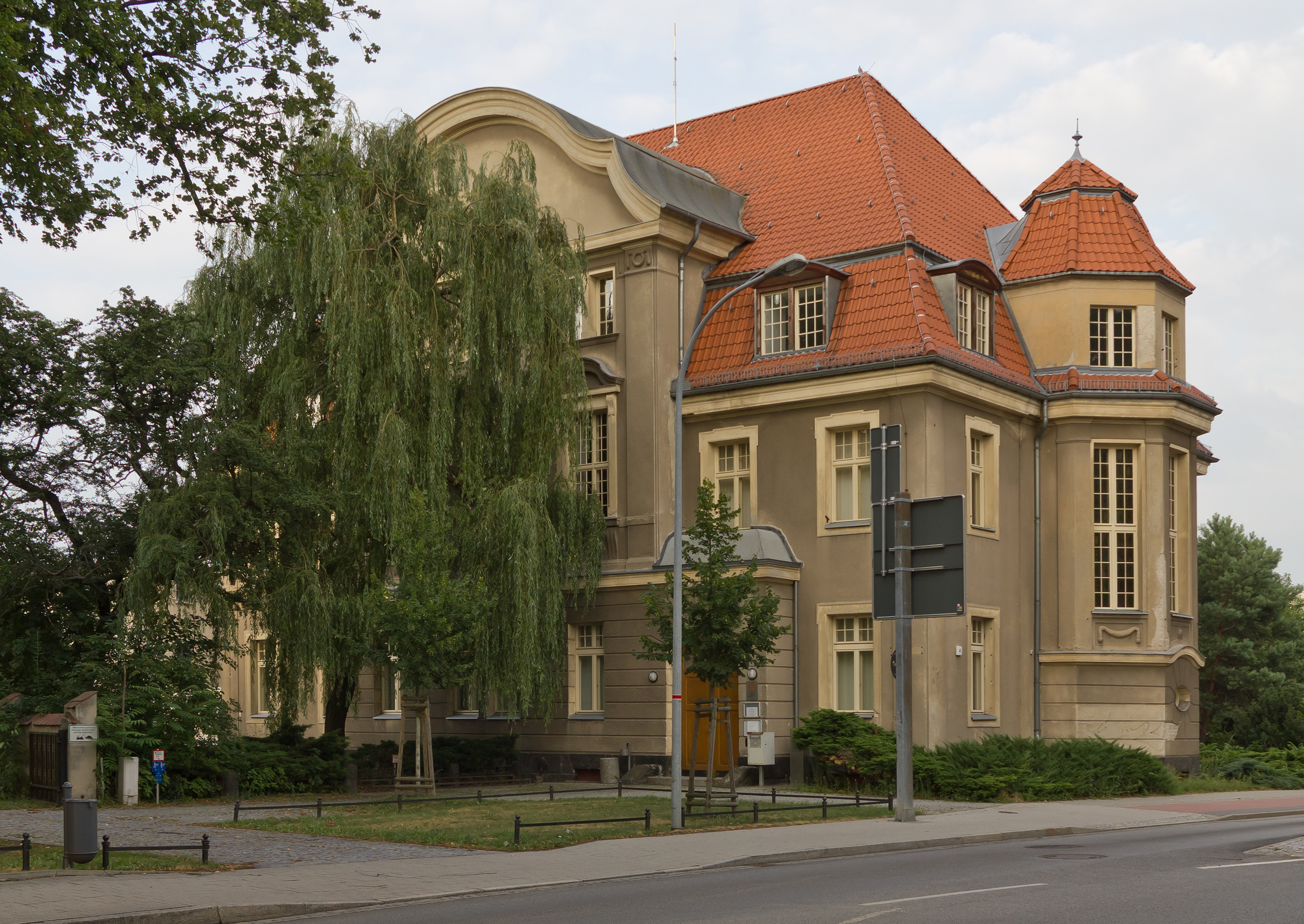
Amtsgericht Königs Wusterhausen (2013)

Das Amtsgericht Königs Wusterhausen ist ein Gericht der ordentlichen Gerichtsbarkeit mit Sitz in Königs Wusterhausen. Es verhandelt, wie alle Amtsgerichte in Deutschland, Rechtsangelegenheiten in erster Instanz.

## Gericht
Das Amtsgericht gehört seit 2013 zum Bezirk des Landgerichtes Cottbus (bis 2012 zu Potsdam) und des Oberlandesgerichtes Brandenburg.
Sitz des Gerichtes ist die Stadt Königs Wusterhausen. Es gehört mit 13 Richtern zu den größten Gerichten Brandenburgs. Insgesamt sind 82 Mitarbeiter im Gericht tätig. Zusätzlich wurden im Jahr 2014 sechs Gerichtsvollzieher beschäftigt. Der Amtsgerichtsbezirk umfasst den nördlichen Teil des Landkreises Dahme-Spreewald, welcher identisch ist mit den Ausmaßen des ehemaligen Kreises Königs Wusterhausen, und ist u. a. für die einzige Jugendarrestanstalt des Landes zuständig. Der im Gerichtsbezirk gelegene Flughafen Berlin Brandenburg hat die Bedeutung des Gerichtes in den Jahren seit seiner Eröffnung erhöht. Mittlerweile machen Verfahren um Fluggastrechte mehr als 90 Prozent der zivilrechtlichen Verfahren am Gericht aus. Mit rund 15.500 Verfahren im Jahre 2024 (11 % mehr als 2023) liegt das Amtsgericht in diesem Bereich nach Köln und Frankfurt am Main bei den Eingangszahlen an dritter Stelle.
Neben der Hauptstelle am Schloßplatz 4 existieren noch zwei Nebenstellen in der Max-Werner-Straße 9 und am Schloßplatz 8. Diese Aufteilung ist den räumlichen Engpässen der Hauptstelle geschuldet. Durch aktuelle Sanierungsarbeiten ist das Gericht nach Wildau in die Friedrich-Engels-Straße 58 gezogen.

## Geschichte
Im Amts-Blatt der Königlichen Regierung zu Potsdam und der Stadt Berlin von 1849 war Königs Wusterhausen Sitz einer Kreis-Gerichtskommission, einer Zweigstelle des Kreisgerichtes Berlin zugeordnet. Als Appellationsgericht diente das Kammergericht. Der Gerichtsbezirk umfasste folgende Gemeinden:
| Gemeinde (historische Namen) | Gemeinde (historische Namen) |
| --- | --- |
| - Wusterhausen, Wusterhausen Gut, Wusterhausen Deutsch - Senzig - Neue-Mühle - Zeesen - Schenkendorf - Zernsdorf - Hoherlehme - Miersdorf - Schulzendorf - Kieckebusch - Rotzis und Colberg - Radeland | - Waltersdorf - Zeuthen - Schoenfeld - Diepensee, auch Tiefensee - Gussow - Graebendorf - Peetz - Groß-Besten - Klein-Besten - Prierosbrück - Niederlehme, mit Unterförsterei Krummenluch |

Der Kreis-Gerichtskommission waren ebenfalls für „die Heide zwischen Senzig, Körbiskrug, Gräbendorf und Gussow, sowie die sonstigen in dem Bezirke der Gerichts-Commission befindlichen Forsten und Heiden“ die Forstgerichtssachen zugeordnet.
Das Königliche Justiz-Amt Königs-Wusterhausen war für folgende Gemeinden zuständig (historische Ortsnamen):
- Kienitz, Groß-
- Koerbiskrug
- Selchow
- Crummensee
- Wusterhausen, Wusterhausen Gut, Wusterhausen Deutsch
- Zeesen
- Schoenfeld (zusammen mit dem Domgericht Berlin)
- Gussow

Im Rahmen der Reichsjustizgesetze wurden diese Gerichte aufgehoben und reichsweit einheitlich Oberlandes-, Land- und Amtsgerichte gebildet.
Das königlich preußische Amtsgericht Königs Wusterhausen wurde mit Wirkung zum 1. Oktober 1879 als eines von 14 Amtsgerichten im Bezirk des Landgerichtes Berlin II im Bezirk des Kammergerichtes gebildet. Der Sitz des Gerichtes war die Stadt Königs Wusterhausen.
Sein Gerichtsbezirk umfasste
- aus dem Landkreis Beeskow-Storkow den Gemeindebezirk Nieder-Löhme aus dem Amtsbezirk Neu Zittau
- aus dem Landkreis Teltow den Stadtbezirk Königs-Wusterhausen, die Amtsbezirke Gräbendorf und Königswusterhausen, den Amtsbezirk Deutsch-Wusterhausen ohne den Gemeindebezirk Ragow, dem Amtsbezirk Waltersdorf ohne den Teil, der dem Amtsgericht Köpenick zugeordnet war, die Gemeindebezirke Groß Köris und Schwerin und den Guts(forst)bezirk Mochheide aus dem Amtsbezirk Groß Köris, die Gemeindebezirke Groß Besten, Klein Besten und Zeesen und die Gutsbezirke Zeesen (Forstrevier) und Raue-Ring aus dem Amtsbezirk Klein Besten sowie der Gutsbezirk Diepensee aus dem Amtsbezirk Selchow.[7]

Am Gericht bestand 1880 eine Richterstelle. Das Amtsgericht war damit ein kleines Amtsgericht im Landgerichtsbezirk. Anfang des 20. Jahrhunderts befand sich das Amtsgericht kurzzeitig in der Bahnhofstraße 8 bevor im Jahr 1914 ein extra dafür errichtetes Gebäude bezogen werden konnte. In diesem Gebäude ist auch heute noch der Sitz des Gerichtes. Da sich aber die Einwohnerzahl und Aufgabenumfänge seit dem vervielfacht haben, sind die Räume mittlerweile zu klein geworden und die Nebendienststellen mussten zusätzlich eingerichtet werden. Nach dem Zweiten Weltkrieg wurde das Amtsgericht Königs Wusterhausen dem Landgericht Potsdam zugeordnet. Zum 1. Juli 1951 wurde das Amtsgericht Mittenwalde aufgelöst und sein Sprengel dem Amtsgericht Königs Wusterhausen zugeordnet. Im Jahre 1952 wurden in der DDR die Amtsgerichte abgeschafft und stattdessen Kreisgerichte gebildet. Königs Wusterhausen kam zum Kreis Königs Wusterhausen, zuständiges Gericht war damit das Kreisgericht Königs Wusterhausen. Das Amtsgericht Königs Wusterhausen wurde aufgehoben.
Das Brandenburgische Gerichtsneuordnungsgesetz (BbgGerNeuOG), verkündet als Artikel 1 des Gesetzes zur Neuordnung der ordentlichen Gerichtsbarkeit und zur Ausführung des Gerichtsverfassungsgesetzes im Land Brandenburg vom 14. Juni 1993, verfügte zum 1. Dezember 1993 die Fortführung der bestehenden Kreisgerichte als Amtsgerichte, die Fortführung der Bezirksgerichte in Cottbus, Frankfurt (Oder) und Potsdam als Landgerichte und die Errichtung eines weiteren Landgerichtes in Neuruppin. Damit entstand das Amtsgericht Königs Wusterhausen neu.

## Zuständigkeiten
Die Zuständigkeiten der einzelnen Teilgebiete der Gerichtsbarkeit ist durch Bündelung einzelner Fachbereiche an zentrale Gerichte abgegeben bzw. in Königs Wusterhausen zusammengefasst. Durch die baulichen Einschränkungen muss das Amtsgericht auf drei verschiedene Standorte in der Stadt aufgeteilt werden. Wie alle Amtsgerichte bearbeitet auch das hiesige Rechtsangelegenheiten der ersten Instanz in Zivilprozesssachen, Strafsachen, Bußgeldsachen, Familiensachen sowie Betreuungs-, Nachlasssachen, Zwangsvollstreckungen und Güterrechtsregister, Grundbuch- und Hinterlegungsverfahren.

### Hauptdienststelle Schloßplatz 4
Die Hauptdienststelle am Schloßplatz 4 behandelt die folgenden Zuständigkeitsbereiche:
- Zivilprozesssachen
- Strafsachen
- Bußgeldsachen
- Familiensachen
- Betreuungssachen
- Grundbuchverfahren
- Hinterlegungsverfahren
- Landwirtschaftssachen

Der Bereich für Landwirtschaftssachen wird für den gesamten Landgerichtsbezirk Potsdam durchgeführt.

### Nebendienststelle Max-Werner-Straße 9
Die Nebendienststelle in der Max-Werner-Straße 9 (ehemals Weg am Kreisgericht) beinhaltet den Verhandlungssaal 003 und behandelt die folgenden Zuständigkeitsbereiche:
- Vormundschaftssachen
- Zwangsvollstreckungssachen
- Güterrechtsregister (außer Immobiliarzwangsvollstreckung)
- teilweise Familien- und Betreuungssachen

### Nebendienststelle Schloßplatz 8
Die Nebenstelle am Schloßplatz 8 behandelt die folgenden Zuständigkeitsbereiche:
- Nachlasssachen

### Andere Gerichte
Für Königs Wusterhausen werden folgende Rechtsbereiche durch nachgenannte Gerichte erledigt:
- Mahnverfahren (Maschinelle Bearbeitung): Amtsgericht Wedding Zentrales Mahngericht Berlin-Brandenburg
- Zwangsversteigerungsverfahren:  Amtsgericht Luckenwalde
- Insolvenzverfahren:  Amtsgericht Potsdam
- Handelsregistersachen:  Amtsgericht Potsdam
- Vereinsregistersachen:  Amtsgericht Potsdam
- Partnerschaftsregistersachen:  Amtsgericht Potsdam

## Zukünftige Entwicklung
Es existieren drei grundsätzliche Überlegungen für die zukünftige Entwicklung des Standorts Königs Wusterhausen:

### Zusammenlegung
Es gibt Pläne einer Gerichtsreform im Land Brandenburg, wonach erwogen wird, u. a. den Amtsgerichtsstandort Zossen zu schließen und einen Teil der Belegschaft nach Königs Wusterhausen zu transferieren. Dies ist nicht mit einer Aufteilung des Zuständigkeitsbereichs Zossen verbunden. Ursprünglich sollte das gesamte Gebiet dem Amtsgericht Luckenwalde zugeordnet werden. Nachdem der Reformprozess abgebrochen wurde, ist eine Aufteilung nicht mehr ausgeschlossen.

### Zentrales Grundbuchamt
Im Zusammenhang mit der Gerichtsreform sollen auch die Zuständigkeiten der Grundbuchverfahren vom Standort Königs Wusterhausen abgezogen und in einem landesweiten zentralen Grundbuchamt in Wünsdorf konzentriert werden.

### Aus- und Umbau
Aufgrund des schlechten baulichen Zustandes des Hauptstandortes ist eine Sanierung und Erweiterung unvermeidbar geworden. Sowohl das Gerichtsgebäude als auch die Jugendarrestanstalt werden derzeit saniert. Die JAA wird dann in der Nähe der Polizei in der Köpenicker Straße ein neues Gebäude bekommen. Derzeit sind die Jugendlichen in Baucontainern untergebracht. Insgesamt (mit den Kosten für die Unterbringung der Gefangenen in Containern) kostet der Neubau 5,4 Millionen Euro. Baustart ist im Frühjahr 2014. Das Amtsgericht zog Anfang Dezember 2012 vollständig in ein Provisorium nach Wildau in die Friedrich-Engels-Straße, damit die Renovierungs- und Erweiterungsarbeiten rasch vorangehen. Nach dem geplanten Einzug 2016 zurück nach Königs Wusterhausen besitzt das Gericht zudem auch das renovierte Gebäude der JAA. In Zukunft werden JAA und Gericht sich an verschiedenen Standorten in Königs Wusterhausen befinden. Das Land investiert für den Neubau und Renovierung der Institutionen 14,4 Millionen Euro.